# KO-D Openweight Championship
Le KO-D Openweight Championship est un titre professionnel de catch, actuellement utilisé par la fédération Dramatic Dream Team (DDT). Le titre a été créé en 2000.

## Historique du titre
| # | Catcheur            | Règne No. | Date             | Jours | Lieu  | Notes |
| - | ------------------- | --------- | ---------------- | ----- | ----- | --- |
| 1 | Masao Orihara       | 1         | 19 avril 2000    | 98    | Tokyo | Défait Sanshiro Takagi pour devenir le premier champion.                                                                        |
| 2 | Koichiro Kimura     | 1         | 26 juillet 2000  | 77    | Tokyo | |
| 3 | Poison Sawada Julie | 1         | 11 octobre 2000  | 64    | Tokyo | |
| 4 | Sanshiro Takagi     | 1         | 14 décembre 2000 | 104   | Tokyo | Bat Poison Sawada Julie, Tomohiko Hashimoto et Super Uchuu Power dans un Four Way match.                                        |
| 5 | Exciting Yoshida    | 1         | 28 mars 2001     | 123   | Tokyo | |
| 6 | Nosawa              | 1         | 29 juin 2001     | 146   | Tokyo | |
|   | Vacant              |           | 22 novembre 2001 |       |       | Nosawa a été dépouillé du titre le 22 novembre 2001 par le commissaire du DDT pour « ne pas être approprié comme un champion ». |
| 7 | Super Uchuu Power   | 1         | 30 novembre 2001 | 57    | Tokyo | Bat Poison Sawada Julie et Sanshiro Takagi dans un Three Way Match.                                                             |
| 8 | Mikami              | 1         | 26 janvier 2002  | 11    | Tokyo | |